# Theridion whitcombi
Theridion whitcombi là một loài nhện trong họ Theridiidae.
Loài này thuộc chi Theridion. Theridion whitcombi được miêu tả năm 1973 bởi Sedgwick.